# 别列亚村委员会
别列亚村委员会（俄语：Береинский сельсовет）是俄罗斯联邦阿穆尔州施马诺夫斯克区所属的一个村委员会。其下辖有1个居民点，行政中心为别列亚。据2016年统计，该村委员会的人口为91人。